# Попов, Роман Иванович

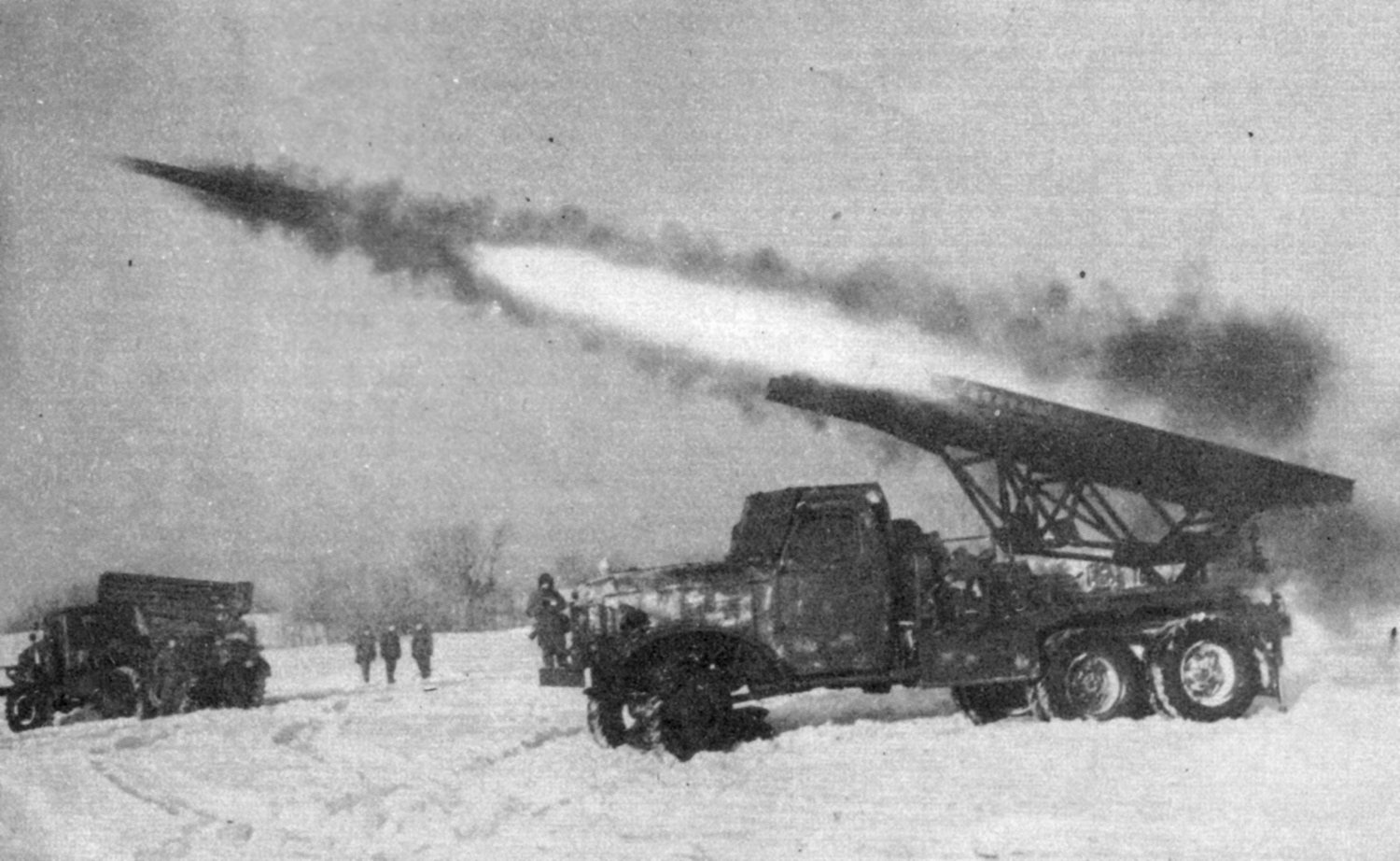
Боевое применение гвардейского реактивного миномёта «Катюша».

Роман Иванович Попов — (1914 — 7 февраля 1945) — советский инженер-конструктор, один из создателей легендарной «Катюши». Инженер-специалист по радио-техническим системам РНИИ, начальник отдела.

## Биография

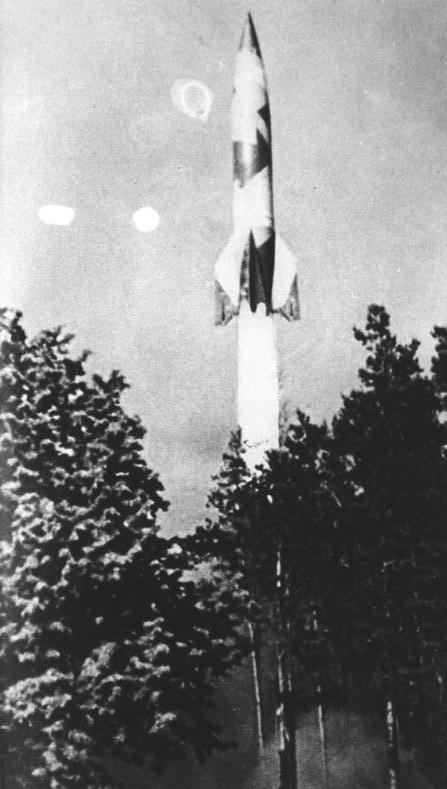
Старт ракеты ФАУ-2.

Родился в 1914 году. Работал в Реактивном научноисследовательском институте (РНИИ) радиоинженером. РНИИ был школой кадров для отечественной Космической программы. Инженеры РНИИ работали над созданием миномётов и реактивных снарядов, а также пусковой установки залпового огня «Катюша». Коллектив изобретателей был награждён Премиями и высокими наградами. Он был сотрудником авиазавода — Завода № 293 и был Начальником отдела (Руководителем радиолаборатории) в РНИИ. Группа, руководимая Р. И. Поповым, работала над созданием радиоопределителя координат самолётов (РОКС).
По словам Б. Е. Чертока, в 1943 году Попов читал курс по радиолокации в ВВА им. Жуковского.
По словам Б. Е. Чертока, (в книге «Ракеты и люди»), «идеи РОКСА в какой-то степени предвосхитили принципы, по которым создавались радиолокационные системы противовоздушной обороны Москвы…».
К началу 1945 года в СССР была создана рабочая группа, которая должна была участвовать в поисках остатков немецкого секретного оружия возмездия ФАУ-2.
Погиб 7 февраля 1945 года в авиационной катастрофе над Киевом, в которую попала летевшая в Польшу группа сотрудников-ракетчиков НИИ ВВС и РНИИ. По версии журналиста Я. Голованова начальник НИИ Федоров действовал по личному указанию Сталина. Для удобства, группа везла в самолете собственный виллис, который был плохо закреплен и смещение которого привело к катастрофе.
Прах Р. И. Попова захоронен в Москве в Колумбарии Новодевичьего кладбища.